# يوهانا يوهانسون
يوهانا يوهانسون هي لاعبة غولف سويدية، ولدت في 24 نوفمبر 1977 في لينشوبينغ في السويد.

## وصلات خارجية
- الموقع الرسمي